# Simon Nicholas Peter Hemans
Sir Simon Nicholas Peter Hemans CMG (1992), CVO (1983) (* 19. September 1940) ist ein ehemaliger britischer Diplomat.

## Leben
Von 1966 bis 1967 war er Botschaftssekretär zweiter Klasse in Moskau. 1968 wurde er im FCO beschäftigt. 1969 war er Stellvertreter des Hochkommissars in Anguilla, 1982 dann Stellvertreter des Hochkommissars in Nairobi, Kenia. Von 1989 bis 1992 leitete er die Abteilung Sowjetunion im Foreign and Commonwealth Office. Im Anschluss, von 1992 bis 1995, war er Botschafter in Kiew, Ukraine, und von 1995 bis 1997 Hochkommissar in Nairobi, Kenia.
| Vorgänger                 | Amt                                             | Nachfolger            |
| ------------------------- | ----------------------------------------------- | --------------------- |
| —                         | Britischer Botschafter in der Ukraine 1992–1995 | Roy Stephen Reeve     |
| Walter Kieran Prendergast | Hochkommissar in Kenia 1995–1997                | Jeffrey Russell James |